# Ricardo Gonçalves Dias
Ricardo Gonçalves Dias (Lisboa, julho de 1994) é um jovem escritor português.
Em 2013 venceu o Prémio Branquinho da Fonseca - Expresso/Gulbenkian com a obra "O Primeiro País da Manhã", e em 2015 foi um dos selecionados do concurso nacional Jovens Criadores, na categoria de Literatura. 

## Obras
- O Primeiro País da Manhã[3] - Prémio Branquinho da Fonseca Expresso / Gulbenkian

- 4ª Classe - Selecionado no Prémio Jovens Criadores - CPAI / Governo de Portugal

## Crítica
- "Este tipo de talento num jovem faz prever que cresça literariamente" - José António Gomes.